# Allium longisepalum
Allium longisepalum là một loài thực vật có hoa trong họ Amaryllidaceae. Loài này được Bertol. mô tả khoa học đầu tiên năm 1842.